# 47.ª Brigada Mixta (Ejército Popular de la República)
La 47.ª Brigada Mixta fue una unidad del Ejército Popular de la República que participó en la guerra civil española. Durante la mayor de la contienda estuvo desplegada en el frente del Tajo, sin intervenir en acciones de relevancia.

## Historial
La unidad fue creada a finales de 1936, en el frente de Madrid, en base a elementos procedentes de la columna «Fernández Navarro». Una vez finalizada su instrucción la 47.ª BM fue asignada a la 9.ª División del III Cuerpo de Ejército en el sector Tajo-Jarama. A comienzos del mes de mayo participó en el ataque republicano sobre la cabeza de puente de Toledo. Con posterioridad quedó agregada a la 36.ª División del VI Cuerpo de Ejército. Durante el resto de la contienda no tomó parte en acciones militares.
Tras el golpe de Casado, en marzo de 1939 se sublevaron dos compañías de la 47.ª Brigada a favor del bando comunista al mando del comunista Telesforo Aguado (quien anteriormente había sido comandante de la brigada), que se mantuvo leal al gobierno de Negrín. La rebelión fue sofocada el día 9 por el general Escobar, que realizó detenciones de los responsables de la brigada 47 que se sublevaron y relevó a distintos mandos, designando entre otros al comisario Vicente Ovejero Sentervás, que no llegarían a ejercer sus funciones más que un par de semanas, antes de que se disolviera definitivamente la 47.ª Brigada Mixta, coincidiendo con el final de la guerra.

## Mandos
Comandantes
- Teniente coronel de infantería Santiago Ropero Muñoz;
- Mayor de milicias Gabriel Pareja Núñez;
- Mayor de milicias Ildefonso Castro Ruiz;
- Mayor de milicias Bernabé García Navarro;
- Mayor de milicias Telesforo Aguado Ronco

Comisarios
- Dionisio Martín Martínez, del PCE;[n. 1]
- Domingo Chacón;
- Vicente Ovejero Santervás;